# Арман Жан Льо Бутилие дьо Рансе
Арман Жан Льо Бутилие дьо Рансе на френски: Armand Jean Le Bouthillier de Rancé е френски духовник и богослов, абат на цистерцианското абатство Ла Трап в Солини ла Трап (Soligny la Trappe), Франция и основоположник на Ордена на цистерцианците на строгото спазване. Франсоа Рене дьо Шатобриан е автор на неговата биография (1844).

## Биография
През 1663 г. Арман Жан Льо Бутилие дьо Рансе става абат на цистерцианския манастир в Солини ла Трап (Soligny la Trappe), Франция. Като отчита, че монасите са станали твърде либерални, въвежда нов ред в абатството и изисква стриктното спазване на Правилата („Regula Benedicti") на Свети Бенедикт, описващи идеалите и ценностите на монашеския живот. Сред основните правила на Свети Бенедикт е правилото, че абатствота трябва да се самоиздържат, което се възприема и спазва в трапистките манастири. Така възниква ново монашеско реформистко движение, в отговор на отслабването на реда и морала в другите цистерциански манастири, което впоследствие дава началото и на нов монашески орден, който по името на абатството в Ла Трап започва да се нарича „трапистки“, а неговите членове – „траписти“. Официалното признаване и автономията на новия орден от този на цистерцианците става много по късно – през 1892 г.